# Desertøren
Desertøren er en dansk spillefilm fra 1971 med instruktion og manuskript af Thomas Kragh.

## Handling
Martin kan ikke holde militærtjenesten ud og stikker af. Han er i Sverige for at sælge hash men afslår et tilbud om at blive boende i et kollektiv. Tilbage i København møder han et tidligere pigebekendtskab. Han og pigen flytter sammen i et sommerhus men begynder snart at gå hinanden på nerverne.

## Medvirkende
- Gert Günther - Martin
- Birgitte Frigast - Pia
- Katrine Jensenius - Sussie
- Steen Frøhne - Martins overklasseven
- Ulrich Krenchel - Hashhandler og Sussies kæreste
- Suzanne Giese - Superrevolutionær pige
- Jørgen Nash - Sig selv
- Anne Hinsch
- Britta Lillesøe
- Niels Skjoldager
- Michel Hildesheim
- Flemming Quist Møller